# Magny-en-Bessin
Magny-en-Bessin település Franciaországban, Calvados megyében. Lakosainak száma 160 fő (2022. január 1.). Magny-en-Bessin Longues-sur-Mer, Manvieux, Ryes, Saint-Vigor-le-Grand, Sommervieu és Tracy-sur-Mer községekkel határos.

## Népesség
A település népessége az elmúlt években az alábbi módon változott:
| Lakosok száma | 69   | 103  | 126  | 135  | 159  | 162  | 155  | 164  | 160  | 160  |
|               | 1968 | 1982 | 1990 | 2006 | 2013 | 2015 | 2017 | 2019 | 2020 | 2022 |